# Harald Åkerlund
Rit Harald Joel Åkerlund, född 1 mars 1900 i Knäbäck, död 14 januari 1980 i Stockholm, var en svensk marinarkeolog, modellbyggare och historiker.

## Biografi

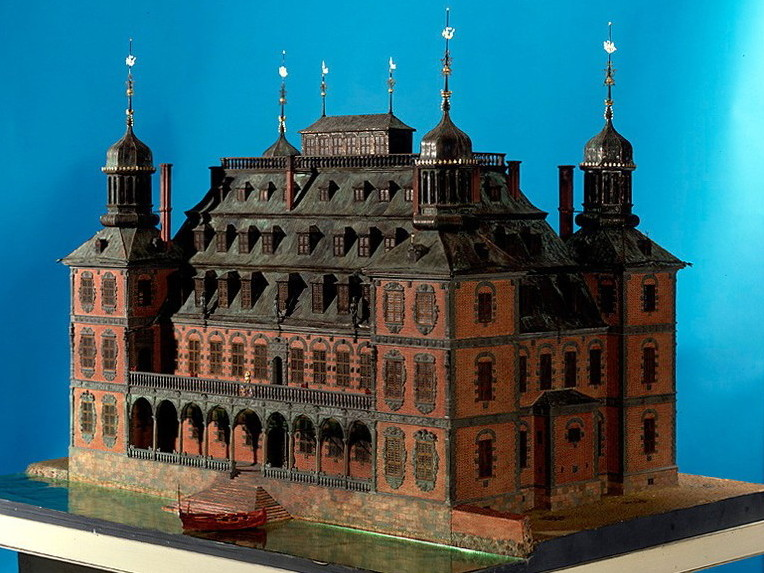
Modell av "Makalös" på Stadsmuseet i Stockholm, byggd 1939 av Harald Åkerlund.

Harald Åkerlund föddes i Knäbäck på Österlen i en fiskarfamilj och utbildade sig till byggnadsritare. Han arbetade som sådan vid restaurering av slott och kyrkor i Skåne.
Vid 1920-talet slut knöts han till restaureringen av Kalmar slott. När Kalmar slottsfjärd torrlades 1933–1934 blev Åkerlund arbetsledare för de arkeologiska utgrävningar i den före detta hamnbassängen. I Slottsfjärden hittades en stor grupp äldre fartyg, sammanlagt ett tjugotal skeppsvrak från medeltiden och framåt. Åkerlund ledde utgrävningarna och dokumentationen, och bearbetade data från dessa utgrävningar till en rad rekonstruktionsritningar av de tidiga fartygsvraken.
Resultatet samlade han i boken Fartygsfynden i den forna hamnen i Kalmar (1951) som betraktas som ”ett av standardverken inom svensk marinarkeologi”.
Från 1946 till 1956 var Åkerlund anställd vid Sjöhistoriska museet i Stockholm som modellbyggare. Han byggde bland annat modeller av flera av kalmarfynden, samt av Sveriges enda handelsskepp från vikingatiden Äskekärrskeppet, och en kopia av votivskeppet i Storkyrkan i Stockholm.
Han har även publicerat böcker och artiklar om både Kalmar Slott och om en rad äldre skeppsfynd, Galtabäcksskeppet från tidig medeltid, det medeltida Falsterboskeppet och Nydamskeppet från 300-talet. 
I Sjöhistoriska museets arkiv förvaras efterlämnade fartygsritningar, excerpt och manus av Åkerlund och han är representerad vid Kalmar läns museum.
Harald Åkerlund är begravd på Lidingö kyrkogård.